# Священні міста
Священне місто — одне з головних міст якої-небудь релігії (або великої релігійної школи), яке: 
1. є містом, а не окремим монастирем, храмом або святим місцем;
2. є місцем масового паломництва;
3. має першочергову культову значимість — тобто володіє однією з наступних ознак:
  - ставка патріарха або глави релігії (наприклад, Константинополь, Ватикан);
  - туди приїжджають паломники з віддалених країн і областей (наприклад, Мекка, Єрусалим);
  - офіційно оголошене святим містом владою або вищим духівництвом (наприклад, Бухара);
  - спеціально будувався як культовий центр (наприклад, Катманду);
  - столиця теократичної держави, в якій поєднувалися духовна і політична влада (наприклад, Вавилон, Ашур, Урук, Луксор).

## Список

### Африка
- Абідос (Релігія Стародавнього Єгипту)
- Аксум (Ефіопська православна церква)
- Александрія (Коптська православна церква)
- Харер (Іслам)
- Геліополь (Релігія Стародавнього Єгипту)
- Нкамба[en] (Кімбангізм[en])
- Іфе (йоруба (релігія)[en])
- Кайруан (суфізм)
- Лалібела (Ефіопська православна церква)
- Мулай-Ідріс-Зерхун (Іслам)
- Місто Сіон Морія (Сіонські церкви в Південній Африці[en])
- Еву[en] (монастир св. Бенедикта, Асамблеї Бога, Алу-Ошараенський храм, Алу-Азідо Храм[en], духовна штаб-квартира релігії Ісана.
- Туба (Мюридія)
- Уїда (Вуду)

### Америка
- Тіуанако (давня андська релігія, а нині релігійний центр багатьох церемоній)
- Куско (давня релігія інків)
- Індепенденс (Міссурі) — Сіон[en] та майбутнє розташування Нового Єрусалиму в Русі святих останніх днів
- Клірвотер (Церква саєнтології)
- Солт-Лейк-Сіті (Церква Ісуса Христа Святих останніх днів)
- Мехіко (у релігії ацтеків[en] — місце, де боги наказали мексиканцям створити імперію та у римо-католиків місце появи Божої Матері Гваделупської)
- Теотіуакан (у Ольмеків, тольтеків та релігії ацтеків як місце народження богів)

### Європа
- Афон (православні)
- Рим (римо-католики)
- Ватикан (римо-католики)
- Кельн (середньовіччя, римо-католики)
- Венеція (римо-католики)
- Фатіма (римо-католики)
- Константинополь (православні)
- Афіни (православні)
- Охрид (православні)
- Булгар (середньовіччя, іслам)
- Сантьяго-де-Компостела (римо-католики, присцилліанізм[en])
- Каравака-де-ла-Крус (римо-католики)
- Кентербері (середньовічні римо-католики, англіканська церква)
- Санто-Торібіо-де-Льєбана[en] (римо-католики)
- Толедо (середньовіччя, іслам, римо-католики)
- Кордова (місто, Іспанія) (середньовіччя, іслам)
- Ченстохова (римо-католики)
- Кілкенні (римо-католики) [1][2]
- Меджугор'є (римо-католики)

### Західна Азія
- Єрусалим (юдаїзм, іслам, християнство)
- Синай (гора) (юдаїзм, іслам, християнство)
- Хеврон (юдаїзм, іслам)
- Назарет (християнство)
- Вифлеєм (християнство)
- Кербела (шиїзм)
- Хайфа (Бахаї)
- Акко (бахаї)
- Антіохія (християнство)
- Вагаршапат (Вірменська апостольська церква)
- Мешхед (шиїзм)
- Мекка (іслам)
- Медина (іслам)
- Мцхета (Грузинська православна церква)[3]
- Ен-Наджаф (шиїзм)
- Ніппур (Стародавня месопотамська релігія[en])[4]
- Кум (шиїзм)
- Цфат (юдаїзм)
- Тарим (суфізм)
- Тиверіада (юдаїзм)
- Балх (Зороастризм)
- Мазарі-Шариф (шиїзм)[5]
- Єзд (Зороастризм)
- Удвада[en]

### Південна Азія
- Аджмер (іслам)
- Аллахабад (індуїзм)
- Анандпур (Пенджаб)[en] (Сикхізм)
- Анурадхапура (буддизм)
- Айодх'я (індуїзм)
- Бадрінатх (індуїзм)
- Бармер (Джайнізм)
- Чамкаур (джайнізм)
- Дамдама[en]
- Дварка (індуїзм)
- Фална[en] (джайнізм)
- Фатехгарх-Сагіб[en] (сикхізм)
- Гоїндвал[en] (сикхізм)
- Гая (буддизм, індуїзм)
- Джайпур (джайнізм)
- Катманду (буддизм, індуїзм)
- Канчіпурам (індуїзм)
- Канді (буддизм)
- Картарпур[en] (сикхізм)
- Кіратпур[en] (сикхізм)
- Курукшетра (індуїзм)
- Картарпур[en] (сикхізм)
- Лумбіні (буддизм)
- Матхура (індуїзм)
- Маунт-Абу (джайнізм)
- Нагпур (буддизм, іслам)
- Нандер[en] (сикхізм)
- Нанкана-Сагіб (сикхізм)
- Натхдвара (індуїзм)
- Паонта-Сагіб[en] (сикхізм)
- Патна (сикхізм)
- Пурі (індуїзм)
- Пушкар (індуїзм)
- Раджгір (буддизм, джайнізм)
- Рамешварам (індуїзм)
- Ранкапур[en] (джайнізм)
- Саласар[en] (індуїзм)
- Султанпур-Лодхі[en] (сикхізм)
- Амрітсар (сикхізм)
- Шрі-Муктар-Сагіб[en] (сикхізм)
- Тарн-Таран-Сагіб[en] (сикхізм)
- Тірупаті (індуїзм)
- Удайпур (індуїзм)
- Удджайн (індуїзм)
- Варанасі (індуїзм, буддизм, джайнізм)
- Вріндаван (індуїзм)

### Центральна та Східна Азія
- Цюйфу (конфуціанство)
- Лхаса (тибетський буддизм)
- Тхімпху (буддизм)
- Ісе (Міє) (Синто)
- Явата (Кіото) (Синто)
- Коя-сан (Секта Сінґон)
- Кіото (Буддизм у Японії, Синто)
- Тенрі (Тенріїзм)
- Туркестан (місто) (іслам)

### Південно-Східна Азія
- Денпасар Індуїзм на Балі[en]
- Кудус[en] (іслам)
- Демак (округ Індонезії)[en] (іслам)
- Чиребон (іслам)
- Сурабая (іслам)
- Боробудур (буддизм)
- Прамбанан (буддизм, індуїзм)
- Тейнінь[en] (Каодай)